# Donald Segretti
Donald Henry Segretti (né le 17 septembre 1941 à San Marino, en Californie) est un avocat connu pour son travail politique au sein du comité de réélection du président américain Richard Nixon au début des années 1970. Segretti passa quatre mois et demi en prison après des enquêtes liées au scandale du Watergate. L'enquête révéla son rôle de premier plan dans d' importants efforts de sabotage politique, nommés « ratfucking » ou  « enculade de rats », contre les démocrates. 
Il est titulaire d'une licence en finance de l'université du Sud de la Californie (1963) et d'un doctorat en droit de l'université de Berkeley School of Law (1966).   

## Watergate

### Emprisonné à la suite d'une condamnation pour crime de Watergate
En 1974, Segretti a plaidé coupable à trois chefs de délit pour distribution de documents falsifiés, et a été condamné à six mois de prison. Segretti en a purgé quatre mois. 

## Activités ultérieures
Segretti était un avocat qui a exercé les fonctions de procureur dans l'armée, puis dans le civil. Cependant, ses fonctions ont été suspendues le 27 février 1976.   

### Échec de la candidature au comté d'Orange
En 1995, Segretti s'est présenté à un poste de magistrat dans le comté d'Orange, en Californie. Il s'est rapidement retiré de la course lorsque sa campagne lui aura valu l'obligation de revenir sur son implication dans le scandale du Watergate. 

### Co-président du comté d'Orange de la campagne primaire McCain 2000
En 2000, Segretti était coprésident de la campagne présidentielle de John McCain à Orange County, en Californie. [réf. nécessaire]

## Segretti dans la culture populaire
Dans le film de 1976 sur le Watergate, Les hommes du président, Segretti était incarné par Robert Walden.  